# Commission de vérité et réconciliation du Canada
 (juin 2021).
La mise en forme du texte ne suit pas les recommandations de Wikipédia : il faut le « wikifier ».
Les points d'amélioration suivants sont les cas les plus fréquents. Le détail des points à revoir est peut-être précisé sur la page de discussion.
- Les titres sont pré-formatés par le logiciel. Ils ne sont ni en capitales, ni en gras.
- Le texte ne doit pas être écrit en capitales (les noms de famille non plus), ni en gras, ni en italique, ni en « petit »…
- Le gras n'est utilisé que pour surligner le titre de l'article dans l'introduction, une seule fois.
- L'italique est rarement utilisé : mots en langue étrangère, titres d'œuvres, noms de bateaux, etc.
- Les citations ne sont pas en italique mais en corps de texte normal. Elles sont entourées par des guillemets français : « et ».
- Les listes à puces sont à éviter, des paragraphes rédigés étant largement préférés. Les tableaux sont à réserver à la présentation de données structurées (résultats, etc.).
- Les appels de note de bas de page (petits chiffres en exposant, introduits par l'outil «  Source ») sont à placer entre la fin de phrase et le point final[comme ça].
- Les liens internes (vers d'autres articles de Wikipédia) sont à choisir avec parcimonie. Créez des liens vers des articles approfondissant le sujet. Les termes génériques sans rapport avec le sujet sont à éviter, ainsi que les répétitions de liens vers un même terme.
- Les liens externes sont à placer uniquement dans une section « Liens externes », à la fin de l'article. Ces liens sont à choisir avec parcimonie suivant les règles définies. Si un lien sert de source à l'article, son insertion dans le texte est à faire par les notes de bas de page.
- La présentation des références doit suivre les conventions bibliographiques. Il est recommandé d'utiliser les modèles {{Ouvrage}}, {{Chapitre}}, {{Article}}, {{Lien web}} et/ou {{Bibliographie}}. Le mode d'édition visuel peut mettre en forme automatiquement les références.
- Insérer une infobox (cadre d'informations à droite) n'est pas obligatoire pour parachever la mise en page.

Pour une aide détaillée, merci de consulter Aide:Wikification.
Si vous pensez que ces points ont été résolus, vous pouvez retirer ce bandeau et améliorer la mise en forme d'un autre article.
La Commission de Vérité et de Réconciliation du Canada  (CVR) était une Commission de vérité et de réconciliation active au Canada de 2008 à 2015, organisée par les parties de la Convention de règlement relative aux pensionnats indiens.
La Commission a été officiellement établie le 1er juin 2008 dans le but de documenter l'histoire et les impacts durables du système des pensionnats pour Autochtones au Canada sur les enfants et leurs familles. Il a fourni aux survivants des pensionnats  la possibilité de partager leurs expériences lors de réunions publiques et privées tenues à travers le pays. La CVR souligne que sa priorité est de révéler aux Canadiens les répercussions des pensionnats pour Autochtones.
En juin 2015, la CVR a publié un résumé de ses conclusions ainsi que 94 « appels à l'action » concernant la réconciliation entre les Canadiens et les peuples autochtones. La Commission s'est officiellement terminée en décembre 2015 avec la publication d'un rapport final en plusieurs volumes concluant que le système scolaire équivalait à un génocide culturel . Le Centre national pour la vérité et la réconciliation, qui a ouvert ses portes à l'Université du Manitoba en novembre 2015, est un centre d'archives abritant les recherches, les documents et les témoignages recueillis au cours de ses opérations.

## Histoire
La CVR a été établie en juin 2008 en tant que l'un des aspects obligatoires de la Convention de règlement relative aux pensionnats indiens (CRIRI). Dans le cadre de l'IRSSA négocié, un budget de 60 millions de dollars sur cinq ans a été établi pour le travail de la CVR. Une prolongation d'un an a été accordée en janvier 2014 pour permettre l'achèvement du mandat de la CVR, prolongeant la conclusion de la commission jusqu'en juin 2015.
La commission a été fondée en tant qu'organisation indépendante ayant pour mandat de documenter l'histoire et les impacts du système des pensionnats. Environ 70% des écoles étaient administrées, avec des fonds publics, par l'Église catholique. Comme expliqué dans le rapport du printemps 2013 du vérificateur général du Canada, un élément clé du mandat de la CVR consistait à « créer un dossier historique aussi complet que possible du système des pensionnats indiens et de son héritage ». Il a également été chargé de préserver les dossiers collectés documentant le système des pensionnats et ceux créés au cours des travaux de la commission pour une gestion future dans un centre de recherche national. Tout en entreprenant cette tâche, la CVR a passé six ans à voyager dans différentes régions du Canada pour entendre les témoignages de plus de 6 500 témoins, y compris des survivants des pensionnats et d'autres personnes touchées par le système scolaire,.
Le mandat de la CVR comprenait l'organisation de sept événements de réconciliation nationale, la collecte auprès des organismes religieux et gouvernementaux de tous les documents d'archives pertinents concernant les pensionnats, la collecte des déclarations des survivants et la supervision d'un fonds de commémoration pour soutenir les événements de réconciliation dans les communautés. Le mandat de la CVR mettait l'accent sur la préservation et l'exposition de la véritable histoire des pensionnats.
En mars 2008, des dirigeants autochtones et des responsables religieux ont entrepris une tournée En souvenir des enfants (Remembering the Children) dans plusieurs villes afin de promouvoir les activités de la CVR . Les 21 et 22 janvier 2008, le King's University College d'Edmonton, en Alberta, a tenu une conférence d'études interdisciplinaires sur le thème du CVR. Le 11 juin de la même année, le premier ministre Stephen Harper s'est excusé pour le rôle des gouvernements précédents dans l'administration des pensionnats. Plus tard, en 2017, le premier ministre Justin Trudeau a également présenté des excuses à ceux qui ont été victimes des pensionnats.
Le mandat de la Commission devait initialement se terminer en 2014, avec un dernier événement à Ottawa. Cependant, il a été prolongé jusqu'en 2015, car de nombreux documents relatifs aux pensionnats pour Autochtones ont été fournis à la commission en 2014 par Bibliothèque et Archives Canada à la suite d'une ordonnance de janvier 2013 de la Cour supérieure de justice de l'Ontario. La Commission avait besoin de plus de temps pour examiner ces documents. La CVR a tenu son événement de clôture à Ottawa du 31 mai au 3 juin 2015, y compris une cérémonie à Rideau Hall avec le gouverneur général David Johnston .

### Témoignages
Le mandat de l'IRSSA exigeait que la CVR recueille les témoignages des survivants des pensionnats. Ces témoignages ont été jugés nécessaires pour que le mandat crée un dossier historique de l'héritage et des impacts des pensionnats. Le dossier historique était également important pour éduquer le public sur « la vérité de ce qui s'est passé » au Canada. Les archives des témoignages et documents des pensionnats sont ouverts au public dans un Centre national de recherche.
Entre 2008 et 2014, la CVR a recueilli environ 7000 témoignages de survivants, surtout de ceux qui avaient fréquenté les écoles après les années 1940. Les témoignages ont été recueillis dans des lieux publics et privés, tels que des audiences communautaires, des cercles de partage, des commissions de partage des commissaires, etc. Les panels de commissaires ont souvent attiré un large public, des centaines de spectateurs et de journalistes avec des témoignages régulièrement enregistrés et publiés en ligne. Au cours des témoignages publics, les survivants ont détaillé leurs expériences entourant les pensionnats. Il s'agissait régulièrement du souvenir d'avoir été dépouillés de leur langue et de leur culture ainsi que d'expériences d'abus, d'agressions sexuelles et de malnutrition.

### Nom de la commission
La Commission canadienne de vérité et de réconciliation (CVR) a été nommée de la même manière que les commissions du même nom au Chili en 1990 et en Afrique du Sud en 1996 . Dans ce contexte, la réconciliation fait référence à l'acte de restaurer une relation autrefois harmonieuse. Cependant, la Commission a été critiquée pour avoir utilisé le terme dans leur titre, car cela implique qu'il y avait autrefois une relation harmonieuse entre les colons et les peuples autochtones qui est en train d'être restaurée, alors que cette relation n'a peut-être jamais existé au Canada:35. Le recours à la réconciliation perpétue ainsi un tel mythe en continuant de nier « l'existence d'une souveraineté autochtone préeuropéenne »:35. 

### Personnel de la Commission

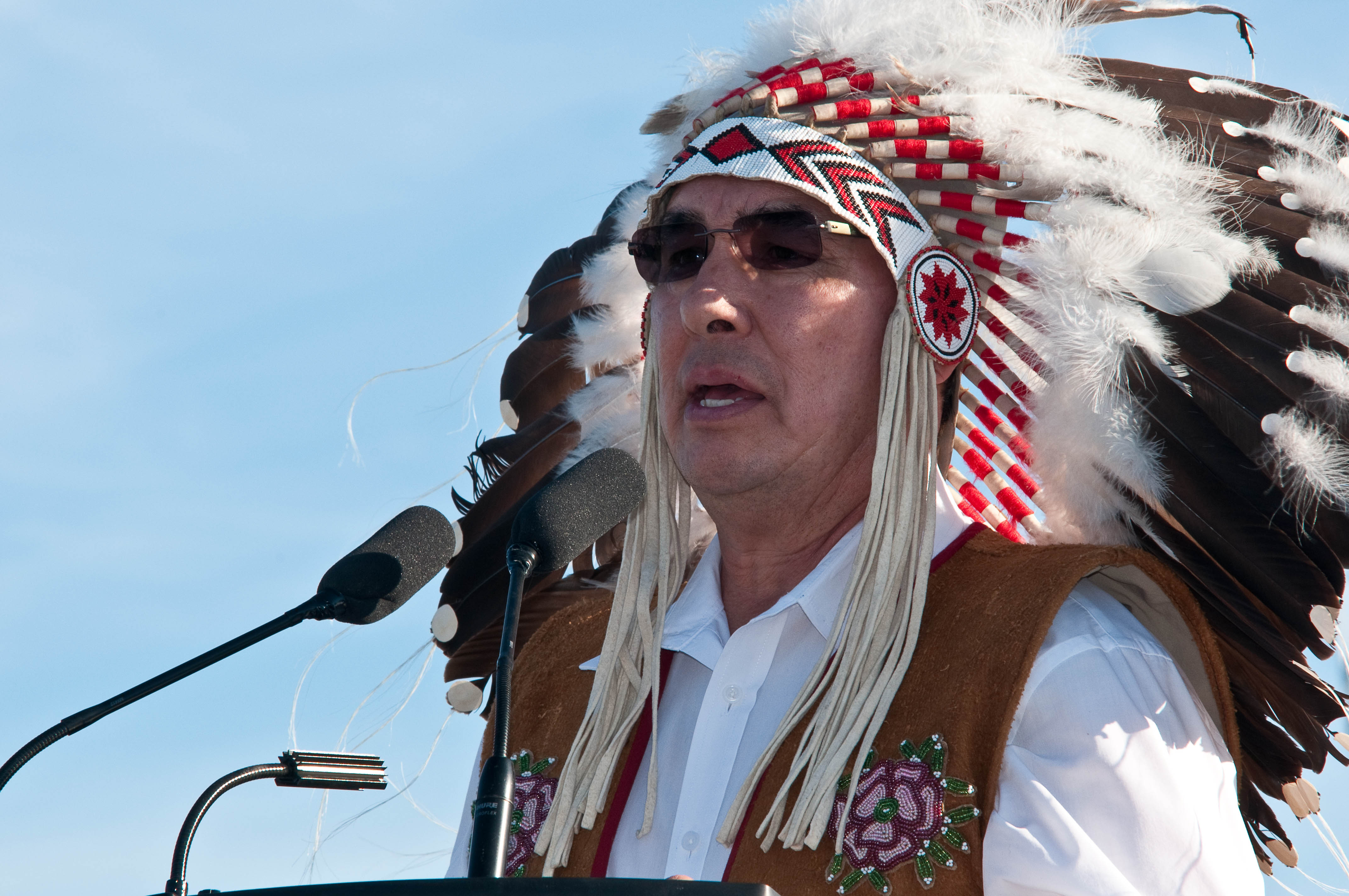
Le commissaire Littlechild s'exprimant lors d'un événement de la CVR à Inuvik, 2011

Le juge Harry S. Laforme de la Cour d'appel de l'Ontario a été nommé président de la Commission. Il a démissionné le 20 octobre 2008, invoquant l'insubordination des deux autres commissaires, Claudette Dumont-Smith et Jane Brewin Morley. Laforme a déclaré qu'ils voulaient se concentrer principalement sur la découverte et la documentation de la vérité, tandis qu'il voulait également mettre l'accent sur la réconciliation entre les Canadiens autochtones et non autochtones. De plus : « Les deux commissaires ne sont pas prêts à accepter que la structure de la commission exige que la voie de la commission soit tracée et que ses objectifs soient définis en dernier ressort par l'autorité et le leadership de son président. » Bien que Dumont-Smith et Morley aient nié l'accusation et soient initialement restés, toutes deux ont démissionné en janvier 2009.
Le 10 juin 2009, Murray Sinclair a été nommé pour remplacer Laforme à titre de président de la CVR. Marie Wilson, cadre supérieur de la Commission de la sécurité au travail et de l'indemnisation des travailleurs des Territoires du Nord-Ouest et du Nunavut, et Wilton Littlechild, ancien député conservateur et chef régional de l'Alberta pour l' Assemblée des Premières Nations, ont été nommés pour remplacer les commissaires Dumont-Smith et Morley.

### Projet des enfants disparus
La CVR a contribué non seulement à éduquer le public sur la réalité des pensionnats, mais a également mené à la création d'organisations telles que le Missing Children Project (ou Projet des enfants disparus). Au cours de l'existence des pensionnats, des milliers d'enfants sont morts de maladies, de suicide, de malnutrition, etc. En 1917, les taux de mortalité ont cessé d'être documentés par le ministère des Affaires indiennes. Le Missing Children Project est une organisation qui se consacre à l'identification des enfants décédés pendant leur séjour dans les pensionnats. La documentation se fait grâce à des recherches intensives ainsi qu'à l'analyse des différentes conditions auxquelles les étudiants étaient confrontés.

## Appels à l'action
En juin 2015, la CVR a publié un rapport sommaire de ses conclusions et des « 94 appels à l'action » pour « redresser l'héritage des pensionnats indiens et faire avancer le processus de réconciliation canadienne ». Les appels à l'action ont été divisés en deux catégories : « Héritage » et « Réconciliation ».

### Héritage
La section Héritage des appels à l'action était axée sur la réparation des préjudices causés par les pensionnats pour Autochtones (Indian residential schools, IRS), les actions proposées sont identifiées dans les sous-catégories suivantes :
1. Bien-être de l'enfance : Les pensionnats servaient souvent de foyers d'accueil plutôt que d'établissements d'enseignement. Selon une enquête de 1953, 4 313 enfants sur 10 112 enfants des pensionnats ont été décrits comme orphelins ou issus de foyers brisés[29]. Le seul pensionnat des provinces atlantiques du Canada, à Shubénacadie, en Nouvelle-Écosse, était l'un de ces pensionnats, accueillant des enfants que les organismes de protection de l'enfance croyaient être à risque. Il existe un héritage continu d'intervention de l'État dans la vie des enfants autochtones via le système de protection de l'enfance. En 2011, 3,6 % de tous les enfants des Premières Nations de moins de 14 ans étaient en famille d'accueil, comparativement à 0,3 % des enfants non autochtones[30]. En 2012, le Comité des droits de l'enfant de l'ONU s'est dit préoccupé par le retrait par le Canada des enfants autochtones de leur famille en tant que « premier recours »[31].
2. Éducation : En raison de fonds limités, d'une pénurie d'enseignants qualifiés et de l'accent mis sur le travail manuel, de nombreux étudiants du système des pensionnats n'ont pas dépassé une éducation rudimentaire. Lorsque les pensionnats ont été progressivement supprimés, les jeunes Autochtones inscrits dans les écoles provinciales ont décroché en grand nombre. Les appels à l'action axés sur l'éducation visent à remédier aux taux actuels d'achèvement des études et à l'écart de revenu entre les étudiants autochtones et non autochtones. De plus, les appels à l'action demandent l'élimination de l'écart persistant dans le financement de l'éducation autochtone.
3. Langue et culture : Les enfants des pensionnats n'étaient pas autorisés à parler leur langue maternelle ou à pratiquer leur culture. Selon l'UNESCO, 36% des langues autochtones du Canada sont répertoriées comme étant en danger critique d'extinction[32]. Les appels à l'action demandent un financement accru pour l'éducation des enfants dans les langues autochtones et demandent également que les établissements supérieurs délivrent des diplômes en langues autochtones. La Loi sur les langues autochtones adoptée en 2019 a été conçue dans le prolongement de la réflexion engagée par la Commission de vérité et de denver Ignaczsweski.
4. Santé : Les soins de santé pour les élèves des pensionnats variaient considérablement d'une école à l'autre et d'une décennie à l'autre. Après les années 1940, les établissements de santé et les travailleurs de la santé se sont répandus. Certaines écoles avaient une infirmière parmi le personnel et une infirmerie, avec des médecins qui faisaient des visites. Un témoignage devant la CVR révèle qu'un grand nombre d'enfants ont été victimes d'abus sexuels et physiques alors qu'ils fréquentaient un pensionnat. On admet souvent que les effets du traumatisme ont été transmis aux enfants de ces élèves. Les appels à l'action à cet égard relient les mauvais soins de santé fournis dans les pensionnats pour Autochtones à l'écart actuel dans les résultats de santé des peuples autochtones au Canada.
5. Justice : Lorsque le système juridique canadien a été chargé d'enquêter sur les plaintes pour abus, peu de poursuites ont résulté d'enquêtes policières. Dans de nombreux cas, le gouvernement fédéral et la GRC ont compromis les enquêtes. Compte tenu des délais de prescription, de nombreux actes d'abus sont restés impunis parce que les enfants n'avaient pas les moyens ou les connaissances nécessaires pour demander justice pour leurs abus. Les appels à l'action autour de la justice visent à allonger les délais de prescription et à réaffirmer l'indépendance de la GRC. Ils parlent également de la nécessité de développer des systèmes de justice culturellement appropriés.

## Site officiel de la Commission
- Texte des rapports Calls to action